# Thalamita auauensis
Thalamita auauensis är en kräftdjursart som först beskrevs av M. J. Rathbun 1906.  Thalamita auauensis ingår i släktet Thalamita och familjen simkrabbor. Inga underarter finns listade i Catalogue of Life.